# Labocurtidia paucita
Labocurtidia paucita är en insektsart som beskrevs av Nielson 1979. Labocurtidia paucita ingår i släktet Labocurtidia och familjen dvärgstritar. Inga underarter finns listade i Catalogue of Life.